# Pseudocoris heteroptera
Pseudocoris heteroptera är en fiskart som först beskrevs av Bleeker, 1857.  Pseudocoris heteroptera ingår i släktet Pseudocoris och familjen läppfiskar. IUCN kategoriserar arten globalt som livskraftig. Inga underarter finns listade i Catalogue of Life.